# Niklaus Wirth
 Der er for få eller ingen kildehenvisninger i denne artikel, hvilket er et problem. Du kan hjælpe ved at angive troværdige kilder til de påstande, som fremføres i artiklen.

Niklaus Wirth (født 15. februar 1934 i Winterthur, Schweiz, død 1. januar 2024) var en schweizisk datalog.
Wirth blev uddannet på Eidgenössische Technische Hochschule (ETH) i Zürich, videreuddannet på Laval Universitetet i Canada og tog sin Ph.d. i 1963 på Berkeley Universitetet i Californien.
Fra 1963 til 1967 var han lektor i datalogi på Stanford University i Californien og derefter ved Zürich Universitet. I 1968 blev han datalogiprofessor ved ETH.
Wirth er mest kendt som designer af flere programmeringssprog og sit bidrag til udvikling af programmeringsmetodiker, herunder struktureret programmering.
Wirth var chefdesigner på programmeringssprogene: Algol W, Pascal, Modula, Modula-2 og Oberon. Han havde også stor del i designet og udviklingen af computeren Lilith (no).
Wirth modtog i 1984 Turing Awarden for sit arbejde med programmeringssprog. 